# Ouled Rabah
Ouled Rabah è un comune dell'Algeria, situato nella provincia di Jijel.